# Medborgarplatsen (plein)

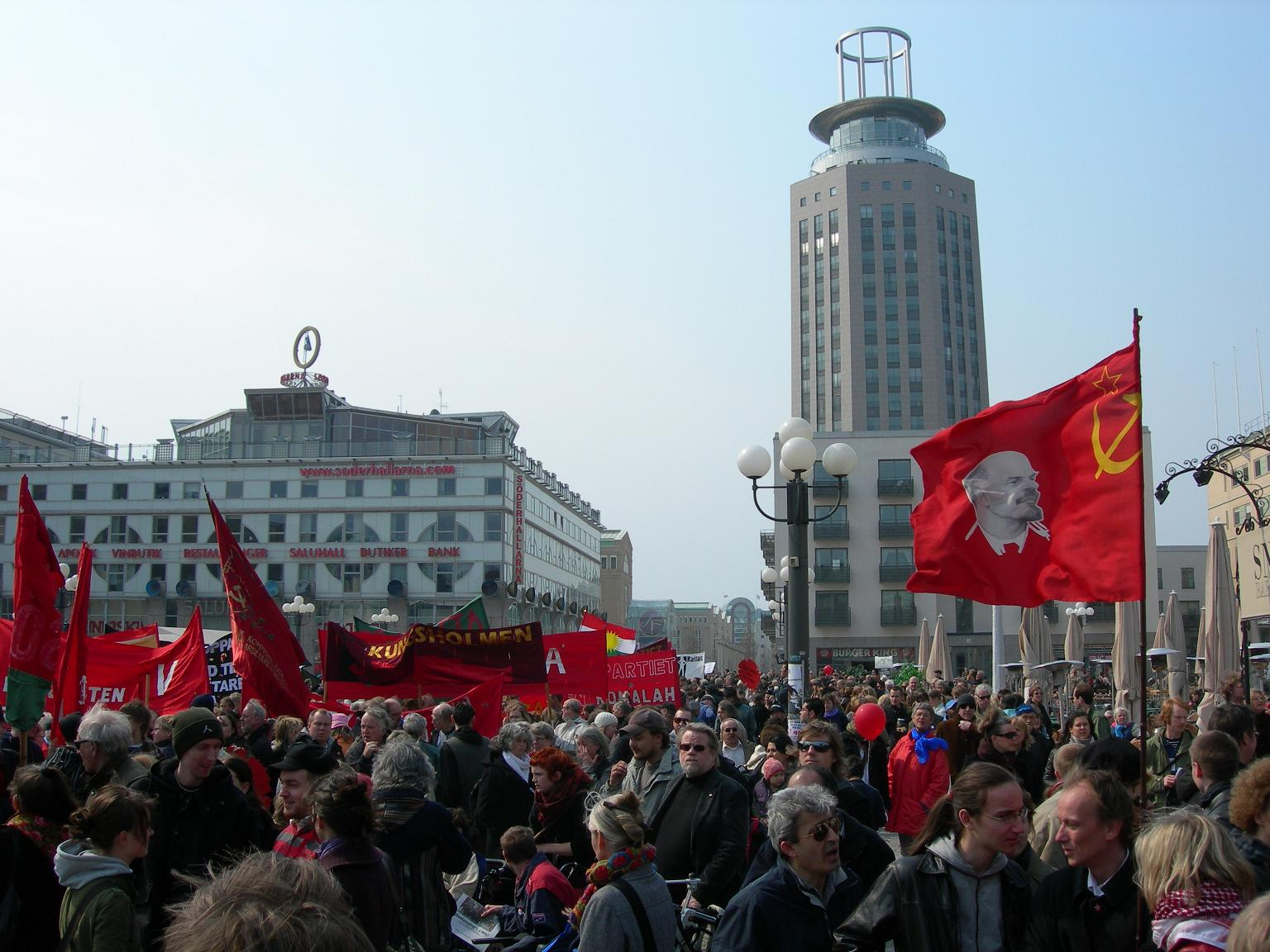
Demonstratie op Dag van de Arbeid, 2006

Medborgarplatsen ('het Burgerplein') is een plein in het stadsdeel Södermalm in Stockholm. Het staat bekend om z'n uitgaansgelegenheden. Elk jaar wordt er op de Dag van de Arbeid demonstraties gehouden op het plein. Nabij het plein ligt de moskee van Stockholm.
- In de volksmond wordt het plein ook wel 'Medis' genoemd.